# SAZAS
La SAZAS (in sloveno Združenje Skladateljev in avtorjev za zaščito avtorske pravice Slovenije; lett. "Associazione di Compositori e Autori per la protezione del diritto di autore in Slovenia") è l'organizzazione che rappresenta l'industria musicale della Slovenia e i musicisti, interpreti, autori e compositori che ne fanno parte.
L'associazione è stata fondata nel 1993 con sede a Trzin nella Slovenia Centrale. Dal 1996 è membro della Confederazione Internazionale delle Società di Autori e Compositori (CISAC).
Dal 2013 la SAZAS pubblica la SloTop50, la classifica settimanale ufficiale delle cinquanta canzoni più popolari in Slovenia.